# 枝雀落語らいぶ
枝雀落語らいぶ（しじゃくらくごらいぶ）は、1992年から1997年にかけて東芝EMIから発売された、落語家2代目桂枝雀の落語CD集。全21集。
本CD集には1992年から1996年、つまり枝雀が53歳から57歳という、落語家として脂がのった頃に開かれた落語会での噺が収録されている。現在は廃盤となっているため入手がやや難しく、貴重な音源のひとつ。
| タイトル | 演目           | 収録年月日      | 収録会場                 | 発売年月日     | 備考                                                                                               |
| -------- | -------------- | --------------- | ------------------------ | -------------- | -------------------------------------------------------------------------------------------------- |
| その1    | 船弁慶         | 1992年7月16日   | 大阪サンケイホール       | 1994年4月20日  | 下座：森キヨ子？・かつら枝代（三味線） 桂雀司（笛）、桂む雀（鳴り物）                              |
| その1    | 代書           | 1992年7月19日   | 大阪サンケイホール       | 1994年4月20日  | 下座：森キヨ子？・かつら枝代（三味線） 桂米輔（笛）、桂米二（鳴り物）                              |
| その2    | 茶漬けえんま   | 1992年7月14日   | 大阪サンケイホール       | 1994年4月20日  | 下座：かつら枝代・森垣と実（三味線） 桂雀司（笛）、桂米左（鳴り物）                                |
| その2    | 貧乏神         | 1992年7月17日   | 大阪サンケイホール       | 1994年4月20日  | 森キヨ子・森垣と実（三味線） 桂米輔（笛）、桂米二（鳴り物）                                        |
| その3    | 夏の医者       | 1993年8月17日   | 大阪サンケイホール       | 1994年4月20日  | 下座：森キヨ子・かつら枝代（三味線） 桂米輔（笛）、桂米平（鳴り物）                                |
| その3    | 八五郎坊主     | 1993年8月17日   | 大阪サンケイホール       | 1994年4月20日  | 下座：かつら枝代・かつら益美（三味線） 桂米輔（笛）、桂勢朝（鳴り物）                              |
| その4    | まんじゅう怖い | 1993年10月3日   | 大阪サンケイホール       | 1994年8月24日  | 下座：かつら枝代、かつら益美（三味線） 桂雀司（笛）、桂米平（鳴り物）                              |
| その4    | 崇徳院         | 1994年4月18日   | 大阪厚生年金会館中ホール | 1994年8月24日  | 下座：かつら枝代（三味線） 桂雀司（笛）、桂む雀（鳴り物）                                          |
| その5    | うなぎ屋       | 1993年12月26日  | 上野鈴本演芸場           | 1994年8月24日  | 下座：森キヨ子（三味線） 桂雀司（笛）、桂団朝（鳴り物）                                            |
| その5    | 蛇含草         | 1992年7月15日   | 大阪サンケイホール       | 1994年8月24日  | 下座：森キヨ子・森垣と実（三味線） 桂む雀（笛）、桂米左（鳴り物）                                  |
| その6    | 三十石         | 1994年5月10日   | 京都府立文化芸術会館     | 1994年8月24日  | 下座：かつら枝代（三味線） 桂？（笛）、桂む雀（鳴り物）                                            |
| その7    | 鴻池の犬       | 1994年4月18日   | 大阪厚生年金会館中ホール | 1994年12月21日 | 下座：かつら枝代（三味線） 桂雀司（笛）、桂む雀（鳴り物）                                          |
| その7    | 植木屋         | 1994年5月19日   | 加古川市民会館           | 1994年12月21日 | 下座：かつら枝代（三味線） 桂む雀（笛）、桂米二（鳴り物）                                          |
| その8    | 愛宕山         | 1994年6月2日    | 和歌山市民会館小ホール   | 1994年12月21日 | 「枝雀落語大全」第31集と同じ音源 下座：かつら枝代（三味線） 桂む雀（笛）、桂米平（鳴り物）         |
| その8    | 幽霊の辻       | 1994年6月30日   | 上野鈴本演芸場           | 1994年12月21日 | 下座：森垣と実（三味線） 桂喜丸（笛）、桂雀松（鳴り物）                                            |
| その9    | 軒づけ         | 1994年6月2日    | 和歌山市民会館小ホール   | 1994年12月21日 | 「枝雀落語大全」第33集と同じ音源 下座：かつら枝代（三味線） 桂む雀（笛）、桂米平（鳴り物）         |
| その9    | 鷺とり         | 1994年6月24日   | 伊丹市文化会館           | 1994年12月21日 | 下座：かつら枝代（三味線） 桂米輔（笛）、桂む雀（鳴り物）                                          |
| その10   | 花筏           | 1994年6月24日   | 伊丹市文化会館           | 1994年12月21日 | 下座：かつら枝代（三味線） 桂米輔（笛）、桂む雀（鳴り物）                                          |
| その10   | くしゃみ講釈   | 1994年5月19日   | 加古川市民会館           | 1994年12月21日 | 下座：かつら枝代（三味線） 桂む雀（笛）、桂米二（鳴り物）                                          |
| その11   | 宿替え         | 1994年12月25日  | 上野鈴本演芸場           | 1995年5月24日  | 下座：かつら枝代（三味線） 桂む雀（笛）、桂米左（鳴り物）                                          |
| その11   | 替り目         | 1994年8月30日   | 大阪サンケイホール       | 1995年5月24日  | 下座：森キヨ子・森垣と実（三味線） 桂米輔（笛）、桂米左（鳴り物）                                  |
| その12   | 不動坊         | 1994年12月24日  | 鈴本演芸場               | 1995年5月24日  | 下座：かつら枝代（三味線） 桂む雀（笛）、桂こごろう（鳴り物）                                      |
| その12   | 首提灯         | 1994年5月10日   | 京都府立文化芸術会館     | 1995年5月24日  | 下座：かつら枝代（三味線） 桂文我（笛）、桂む雀（鳴り物）                                          |
| その13   | 天神山         | 1994年10月2日   | 大阪サンケイホール       | 1995年5月24日  | 下座：かつら枝代・かつら益美（三味線） 桂米輔（笛）、桂米平（鳴り物）                              |
| その13   | 壺算           | 1994年6月30日   | 上野鈴本演芸場           | 1995年5月24日  | 下座：森垣と実（三味線） 桂喜丸（笛）、桂雀松（鳴り物）                                            |
| その14   | 高津の富       | 1995年4月27日   | 大阪厚生年金会館中ホール | 1995年9月13日  | 下座：かつら枝代（三味線） 桂文我（笛）、桂雀松・桂む雀（鳴り物）                                  |
| その14   | 一人酒盛       | 1995年5月12日   | 京都府立文化芸術会館     | 1995年9月13日  | 「枝雀落語大全」第31集と同じ音源 下座：かつら枝代（三味線） 桂米輔（笛）、桂小米・桂九雀（鳴り物） |
| その15   | どうらんの幸助 | 1995年5月12日   | 京都府立文化芸術会館     | 1995年9月13日  | 下座：かつら枝代（三味線） 桂米輔（笛）、桂小米・桂九雀（鳴り物）                                  |
| その16   | 寝床           | 1995年8月7日    | 岡山市文化ホール         | 1995年12月20日 | 下座：かつら枝代（三味線） 桂文我（笛）、桂雀々（鳴り物）                                          |
| その16   | くやみ         | 1995年8月7日    | 岡山市文化ホール         | 1995年12月20日 | 下座：かつら枝代（三味線） 桂文我・桂む雀（鳴り物）                                                |
| その17   | 口入屋         | 1995年10月1日   | 大阪サンケイホール       | 1995年12月20日 | 下座：かつら枝代、高橋真喜（三味線） 桂米輔（笛）、桂む雀（鳴り物）                                |
| その18   | 住吉駕籠       | 1996年6月28日   | 岡山市立市民文化ホール   | 1996年10月23日 | 下座：かつら益美（三味線） 桂文我（笛）、桂九雀・桂米助（鳴り物）                                  |
| その18   | 義眼           | 1996年6月28日   | 岡山市立市民文化ホール   | 1996年10月23日 | 「枝雀落語大全」第36集と同じ音源 下座：上に同じ                                                    |
| その19   | 仔猫           | 1996年1月5日    | 京都府立文化芸術会館     | 1996年4月17日  | 下座：かつら枝代・かつら益美（三味線） 桂九雀・桂文我（鳴り物）                                    |
| その19   | 猫             | 1995年6月30日   | 上野鈴本演芸場           | 1996年4月17日  | 「枝雀落語大全」第34集と同じ音源 下座：かつら枝代（三味線） 桂む雀・桂わかば（鳴り物）             |
| その20   | 猫の忠信       | 1996年？10月5日 | 大阪サンケイホール       | 1997年2月19日  | 下座：かつら枝代、かつら益美（三味線） 桂文我（笛）、桂む雀・桂こごろう（鳴り物）                  |
| その21   | 延陽伯         | 1996年10月5日   | 大阪サンケイホール       | 1997年4月16日  | 下座：かつら枝代、かつら益美（三味線） 桂文我（笛）、桂む雀・桂こごろう（鳴り物）                  |
| その21   | 日和ちがい     | 1996年12月21日  | 上野鈴本演芸場           | 1997年4月16日  | 下座：かつら枝代（三味線） 桂む雀（笛）、桂文我・桂こごろう（鳴り物）                              |